# Coji-Coji
Coji-Coji (japanisch コジコジ, Koji Koji) ist eine Manga-Serie von Momoko Sakura, die in Japan von 1994 bis 1997 erschien. Darin erzählt sie Alltagsgeschichten in der Märchenwelt des außerirdischen Lebewesens Coji-Coji und seiner Freunde. Der Manga wurde als Anime-Fernsehserie Sakura Momoko Gekijō: Koji Koji (さくらももこ劇場 コジコジ) adaptiert und in Form eines Videospiels und eines Spielautomaten umgesetzt. 

## Inhalt
Coji-Coji handelt von den Alltagserlebnissen der Außerirdischen Coji-Coji mit ihren Freunden und in der Schule. Die Hauptfiguren sind: 
- Coji-Coji (コジコジ): Coji-Coji ist ein außerirdisches Lebewesen und etwa 1,5 Milliarden Jahre alt. Es weiß nicht, ob es Mann oder Frau ist. Es kann fliegen und isst gern Manjū und trinkt gern grünen Tee. Es macht immer alles in seinen eigenen Tempo. Die Spezialität des Coji-Coji ist das Nachäffen.
- Jirō-kun (次郎君): Jirō-kun ist ein Hangyodori, also halb Fisch, halb Vogel. Er kann aber weder schwimmen noch fliegen, mag jedoch Reis.
- Korosuke (コロ助): Korosuke ist ein Schneemann. Er kann nicht reiten, aber er kann fliegen und sich mit einem anderen Schneemann vereinigen. Er mag schöne Frauen sehr. Er arbeitet als Tellerwäscher.

## Veröffentlichung
Das Werk von Momoko Sakura erschien in Sony Magazines Shōjo-Manga-Magazin Kimi to Boku von den Ausgaben 12/1994 bis 5/1997 und wurde in drei Sammelbänden (Tankōbon) zusammengefasst. Jedoch folgten auch nach diesem Serienende weitere Kapitel in Shinchōshas Magazin Fuji-san im 2000.
Nachdem sich Sony aus dem Mangageschäft zurückzog, erschienen vierbändige Neuauflagen erst 2002 bei Gentōsha, dann 2009 und 2018/2019 bei Shūeisha. In Shūeishas Magazin Ribon in dem Sakuras weiteres Werk Chibi Maruko-chan veröffentlicht wird, kamen sporadisch weitere Kapitel von Coji-Coji hinzu.

## Anime-Adaption
Unter der Regie von Jun Takagi entstand bei Nippon Animation eine Anime-Fernsehserie mit 101 Folgen. Die künstlerische Leitung lag bei Satoru Suzuki und verantwortlicher Produzent war Kenichiro Hayafune. Die Serie wurde vom 4. Oktober 1997 bis zum 25. September 1999 auf TBS in Japan ausgestrahlt.

### Synchronisation
| Rolle    | Japanische Stimme |
| -------- | ----------------- |
| Cojicoji | Sayaka Aoki       |
| Jirō-kun | Urara Takano      |
| Teruko   | Aya Sugawara      |

### Musik
Die Musik der Serie komponierte Hideo Shimazu. Das Vorspannlied ist Coji-Coji Ginza von Hoff Dylan und der Abspann ist unterlegt mit Pocket Cowboy von Denki Groove.